# LÍF Leirvík
LÍF Leirvík, vollständiger Name Leirvíkar Ítróttafelag („Sportverein von Leirvík“), abgekürzt LÍF,  war ein färöischer Fußballclub mit Sitz in Leirvík auf der Insel Eysturoy. Im November 2007 ging die Mannschaft bei der Fusion mit GÍ Gøta in Víkingur Gøta auf.

## Geschichte
LÍF wurde am 1. Dezember 1928 gegründet. Man spielte von 1982 bis 1989 und noch einmal 1993 in der 1. Deild (heute Effodeildin). 1986 stand der Verein im Pokalfinale, unterlag dort jedoch NSÍ Runavík mit 1:3.

## Trainer
- Kári Nielsen (1982)
- Ernie Boxall (1983)
- Kári Nielsen (1984)
- Lasse Christensen (1985–1986)
- Ron Corbett (1987–1988)
- Jóan Pætur Midjord (1988)
- Børge Andersen (1989)
- Oddbjørn Joensen (1993)
- Hans Andrias Midjord (1997)
- Harry Benjaminsen (1997)
- Harry Benjaminsen (1999)
- Harry Benjaminsen (2001)
- Bogi Lervig (2001)
- Bogi Lervig (2002–2003)
- Bjørn Krog (2004–2005)
- Hans Fróði Hansen (2006)
- Jan Joensen (2007)

## Spieler
Aufgelistet sind alle Spieler, die mindestens zehn Spiele für die Nationalmannschaft absolviert haben.
- Kurt Mørkøre (1988)
- Hans Fróði Hansen (1991–1995, 1997, 2006)
- Sølvi Vatnhamar (2003–2007)
- Andreas Lava Olsen (2004–2007)

## Erfolge

### Titel
- 1× Pokalfinalist: 1986

### Ligarekorde
- Beste Ligaplatzierung: 4. Platz (1984, 1985)
- Höchster Heimsieg: 5:0 gegen KÍ Klaksvík (24. August 1985)
- Höchste Heimniederlage: 0:6 gegen HB Tórshavn (23. August 1986), 0:6 gegen B68 Toftir (13. August 1988)
- Höchster Auswärtssieg: 4:1 gegen HB Tórshavn (9. September 1984), 4:1 gegen TB Tvøroyri (17. August 1986), 4:1 gegen KÍ Klaksvík (4. Juni 1988), 4:1 gegen TB Tvøroyri (13. Juni 1993), 3:0 gegen HB Tórshavn (25. Mai 1986), 3:0 gegen ÍF Fuglafjørður (21. August 1988)
- Höchste Auswärtsniederlage: 0:7 gegen HB Tórshavn (9. Mai 1993)
- Torreichstes Spiel: LÍF Leirvík–GÍ Gøta 3:5 (15. Juni 1986), NSÍ Runavík–LÍF Leirvík 5:3 (31. August 1986)
- Ewige Tabelle: 14. Platz

## Frauenfußball
Das Frauenteam von LÍF gehörte zu den Gründungsmitgliedern der 1. Deild, stieg jedoch in der Premierensaison als vorletzter ihrer Gruppe ab. Von 1996 bis 1998 kehrte die Mannschaft noch einmal zurück und konnte sich jeweils im Mittelfeld der Tabelle platzieren. 1999 zog sich LÍF aus der ersten Liga zurück, 2007 folgte dann die Fusion mit GÍ Gøta zu Víkingur Gøta, die fortan in der ersten Liga spielten.

### Ligarekorde
- Beste Ligaplatzierung: 3. Platz (1996)
- Höchster Heimsieg: 10:0 gegen Skála ÍF (29. Juni 1998)
- Höchste Heimniederlage: 0:5 gegen GÍ Gøta (1985), 0:5 gegen KÍ Klaksvík (1985), 0:5 gegen B36 Tórshavn (28. Juni 1997)
- Höchster Auswärtssieg: 6:1 gegen Skála ÍF (12. September 1998)
- Höchste Auswärtsniederlage: 0:8 gegen KÍ Klaksvík (7. September 1997)
- Torreichstes Spiel: Skála ÍF–LÍF Leirvík 6:7 (24. August 1997)
- Ewige Tabelle: 15. Platz